# Ciméria (Conan)
Ciméria é uma terra fictícia de bárbaros na Era Hiboriana e a terra natal de Conan, o Bárbaro, nas obras de Robert E. Howard. Howard originalmente descreveu Ciméria em um poema de mesmo nome e, mais tarde, expandiu a ideia para a forma de livro. Embora o resto seja a criação de Howard, o nome original e a descrição de Ciméria são de A Odisséia, Livro 11, linhas 12-18.

## Histórico
As origens dos cimérios remontam à Era Thuriana. Os cimérios são descendentes de colonos da Atlântida. Vivendo no principal continente Thuriano, os colonos sobreviveram ao grande cataclismo que submergiu a Atlântida e destruiu a maioria das civilizações thurianas. Os sobreviventes, neste ponto, reduzidos a um nível de sofisticação da Idade da pedra, acabaram encontrando-se presos em guerras multigeracionais com sobreviventes de uma colônia pictórica. Este prolongado conflito fez com que os Atlantes se transformassem em pouco mais que homens-macacos. Sem memória de sua história ou mesmo da própria linguagem e civilização, esses seres acabaram se transformando em um povo conhecido como cimérios.
Em seu ensaio A Era Hiboriana, Howard afirma que "os Gaels, ancestrais dos irlandesess e das Terras Altas da Escócia, descendiam de clãs cimérios de sangue puro", e ele cita Conan com um nome celta. Além disso, Howard retrata ele amaldiçoando pelos deuses celtas.

## Geografia
No poema "Cimmeria", de Howard, a região é descrita como uma região selvagem acidentada, montanhosa, provavelmente montanhosa, densamente arborizada e, freqüentemente, fria e encoberta. Com base no mapa hiboriano, que se sobrepõe a um moderno mapa da Europa, provavelmente havia uma cadeia de montanhas ao longo da fronteira ocidental de Ciméria. Howard confirma isso em A Era Hiboriana: "... o oceano corria pelas montanhas da Ciméria ocidental para formar o Mar do Norte; essas montanhas tornaram-se as ilhas mais tarde conhecidas como Inglaterra, Escócia e Irlanda..."

## Cultura
De acordo com A Era Hiboriana, "os cimérios são altos e poderosos, com cabelos escuros e olhos azuis ou cinzentos". Eles são um povo proto-celta ou proto-gaélico. A partir das evidências nas histórias, eles parecem ser caçadores-coletores em parte ou completamente tribais, sem governo central.
Embora conheçam o ofício de trabalhar com ferro (o pai de Conan era ferreiro), eles ainda parecem ter uma sociedade quase da Idade da pedra, como o próprio Conan comenta em "Hour of Dragon": "Eu me vi em uma lombada de pele de pantera". jogando minha lança nas feras da montanha. "
Os cimérios são um povo forjado pelas condições muito duras de suas terras. Howard frequentemente faz referência à resistência e perícia marcial do povo cimério, bem como às suas muitas outras habilidades impressionantes. Eles podem escalar falésias aparentemente inescaláveis, rastrear humanos ou animais com facilidade, e perseguir suas presas sem fazer barulho.
A aparente primitividade dos cimérios e seu senso de justiça (ver bom selvagem) é muitas vezes justaposto à corrupção das raças "civilizadas" em Hiboria. Por exemplo, os cimérios não forçam oponentes vencidos à escravidão, nem vendem seus filhos como escravos.
A religião ciméria é bastante descomplicada, especialmente quando comparada ao resto das nações da Era Hiboriana. A principal divindade da crença ciméria é Crom. No entanto, os cimérios nunca realizam cerimônias e tradições religiosas, nem têm sacerdotes ou templos. Os cimérios não têm orações formais e acreditam que Crom concede coragem (mais a vontade de sobreviver) a um cimério quando ele nasce.

## Mitologia ciméria
Conan jura frequentemente por Crom, mas também menciona Lir e Manannan mac Lir pelo nome. Howard, em suas notas, também listou algumas outras divindades celtas familiares como pertencentes ao panteão cimério:
- Badb
- Morrigan
- Macha
- Nemain
- Diancecht
- Dagda